# Petronjärvi (sjö i Ristijärvi, Kajanaland)
Petronjärvi är en sjö i kommunen Ristijärvi i landskapet Kajanaland i Finland. Sjön ligger 149,4 meter över havet. Arean är 53 hektar och strandlinjen är 4,32 kilometer lång. Sjön  ingår i Uleälvens huvudavrinningsområde.   Den ligger omkring 40 kilometer nordöst om Kajana och omkring 510 kilometer norr om Helsingfors. 